# 瑞伊 (科多尔省)
瑞伊（法語：Juilly，法語發音：[ʒɥiji] ⓘ）是法国科多尔省的一个市镇，属于蒙巴尔区。

## 地理
瑞伊（47°29'24"N, 4°24'1"E）面积4.46 平方千米，位于法国勃艮第-弗朗什-孔泰大區科多尔省，该省份为法国中东部省份，北起奥布省，西接涅夫勒省和约讷省，南至索恩-卢瓦尔省，东南接汝拉省，东临上索恩省，东北部与上马恩省接壤。
与瑞伊接壤的市镇（或旧市镇、城区）包括：马桑日莱瑟米尔、普耶奈、圣厄夫罗纳、苏埃、维拉尔和维勒诺特。

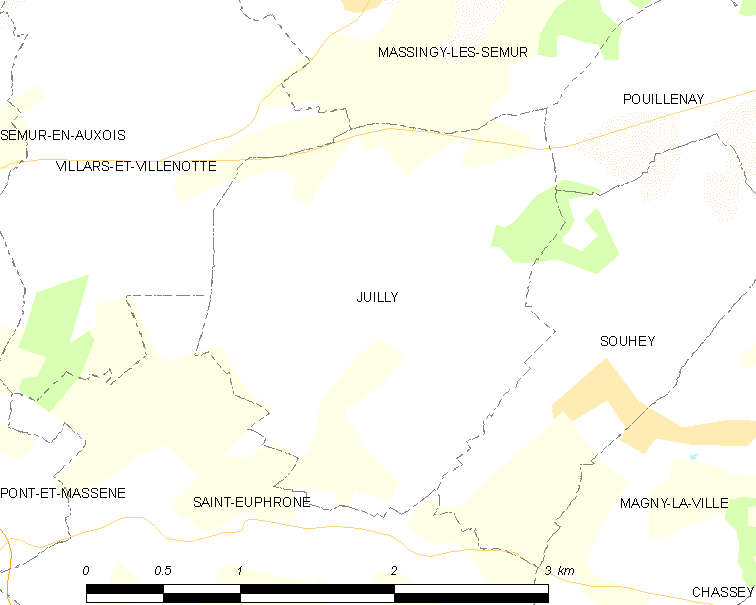
的OSM定位图

瑞伊的时区为UTC+01:00、UTC+02:00（夏令时）。

## 行政
瑞伊的邮政编码为21140，INSEE市镇编码为21329。

## 政治
瑞伊所属的省级选区为欧苏瓦地区瑟米尔县。

## 人口

1962-2008年间人口变化图示

瑞伊于2022年1月1日时的人口数量为41人。